# بودنهایم
بودنهایم (به آلمانی: Budenheim) یک شهر در آلمان است که در ماینتس-بینگن واقع شده‌است. بودنهایم ۸٬۵۹۵ نفر جمعیت دارد.

## خواهرخوانده
شهرهای اوبون و Isola della Scala خواهرخوانده‌های بودنهایم هستند.